# Heteronychia lindneriana
Heteronychia lindneriana är en tvåvingeart som först beskrevs av Zumpt 1954.  Heteronychia lindneriana ingår i släktet Heteronychia och familjen köttflugor. Inga underarter finns listade i Catalogue of Life.